# U-522
| U-522                      | U-522                                                                      | U-522                                                                      |
| -------------------------- | -------------------------------------------------------------------------- | -------------------------------------------------------------------------- |
|                            |                                                                            |                                                                            |
|                            |                                                                            |                                                                            |
|                            |                                                                            |                                                                            |
| Під прапором               | Третій рейх                                                                | Третій рейх                                                                |
| Спуск на воду              | 1 квітня 1942 року                                                         | 1 квітня 1942 року                                                         |
| Виведений зі складу флоту  | 23 лютого 1943 року                                                        | 23 лютого 1943 року                                                        |
| Сучасний статус            | затоплений                                                                 | затоплений                                                                 |
| Проєкт                     |                                                                            |                                                                            |
| Тип ПЧ                     | Дизельний підводний човен                                                  | Дизельний підводний човен                                                  |
| Основні характеристики     |                                                                            |                                                                            |
| Швидкість (надводна)       | 18,3 вузла                                                                 | 18,3 вузла                                                                 |
| Швидкість (підводна)       | 7,3 вузла                                                                  | 7,3 вузла                                                                  |
| Гранична глибина занурення | 230 м                                                                      | 230 м                                                                      |
| Екіпаж                     | 48 осіб                                                                    | 48 осіб                                                                    |
| Розміри                    |                                                                            |                                                                            |
| Довжина найбільша (по КВЛ) | 76,8 м                                                                     | 76,8 м                                                                     |
| Ширина корпусу найб.       | 6,8 м                                                                      | 6,8 м                                                                      |
| Висота                     | 9,6 м                                                                      | 9,6 м                                                                      |
| Середня осадка (по КВЛ)    | 4,7 м                                                                      | 4,7 м                                                                      |
| Водотоннажність надводна   | 1120 т                                                                     | 1120 т                                                                     |
| Озброєння                  |                                                                            |                                                                            |
| Артилерія                  | 1 × 88-мм палубна гармата SK C/32                                          | 1 × 88-мм палубна гармата SK C/32                                          |
| Торпедно- мінне озброєння  | 4 носових і два кормових ТА. 22 торпеди або 44 міни TMA чи 66 TMB          | 4 носових і два кормових ТА. 22 торпеди або 44 міни TMA чи 66 TMB          |
| ППО                        | 1 × 37-мм зенітна гармата SKC/30 2 (1 × 2) × 20-мм зенітні гармати FlaK 30 | 1 × 37-мм зенітна гармата SKC/30 2 (1 × 2) × 20-мм зенітні гармати FlaK 30 |

U-522 — німецький підводний човен типу IXC, часів Другої світової війни.
Замовлення на будівництво човна було віддане 14 лютого 1940 року. Човен був закладений на верфі «Deutsche Werft AG» у Гамбурзі 9 липня 1941 року під заводським номером 337, спущений на воду 1 квітня 1942 року, 11 червня 1942 року увійшов до складу 4-ї флотилії. Також за час служби перебував у складі 2-ї флотилії. Єдиним командиром човна був капітан-лейтенант Герберт Шнайдер.
За час служби човен зробив 2 бойових походи, в яких потопив 7 (загальна водотоннажність 45 826 брт) та пошкодив 2 (загальна водотоннажність 12 479 брт) судна.
Потоплений 23 лютого 1943 року в Північній Атлантиці південніше Азорських островів (31°27′ пн. ш. 26°22′ зх. д. / 31.450° пн. ш. 26.367° зх. д.) глибинними бомбами британського шлюпа «Тотленд». Всі 51 члени екіпажу загинули.

## Потоплені та пошкоджені кораблі[3]
| Назва            | Тип                | Належність      | Дата              | Тоннаж (БРТ) | Вантаж                                                    | Статус     | Місце                                                       |
| Hartington       | суховантажне судно | Велика Британія | 2 листопада 1942  | 5 496        | 8 000 т пшениці та 6 танків на палубі                     | пошкоджено | 52°30′ пн. ш. 45°30′ зх. д. / 52.500° пн. ш. 45.500° зх. д. |
| Maritima         | суховантажне судно | Велика Британія | 2 листопада 1942  | 5 801        | 7 167 т генеральних вантажів включно з вибухівкою         | потоплено  | 52°20′ пн. ш. 45°40′ зх. д. / 52.333° пн. ш. 45.667° зх. д. |
| Mount Pelion     | суховантажне судно | Греція          | 2 листопада 1942  | 5 655        | 7 452 т генеральних вантажів та моторизованого транспорту | потоплено  | 52°20′ пн. ш. 45°40′ зх. д. / 52.333° пн. ш. 45.667° зх. д. |
| Parthenon        | суховантажне судно | Греція          | 2 листопада 1942  | 3 189        | Генеральні вантажі                                        | потоплено  | 53°30′ пн. ш. 42°15′ зх. д. / 53.500° пн. ш. 42.250° зх. д. |
| Yaka             | суховантажне судно | США             | 18 листопада 1942 | 5 432        | Баласт                                                    | потоплено  | 54°07′ пн. ш. 38°26′ зх. д. / 54.117° пн. ш. 38.433° зх. д. |
| Minister Wedel   | танкер             | Норвегія        | 9 січня 1943      | 6 833        | 8 920 т мазуту                                            | потоплено  | 28°08′ пн. ш. 28°20′ зх. д. / 28.133° пн. ш. 28.333° зх. д. |
| Norvik           | танкер             | Панама          | 9 січня 1943      | 10 034       | 13 021 т мазуту                                           | потоплено  | 28°08′ пн. ш. 28°20′ зх. д. / 28.133° пн. ш. 28.333° зх. д. |
| British Dominion | танкер             | Велика Британія | 11 січня 1943     | 6 983        | 9 000 т авіаційного бензину                               | пошкоджено | 30°30′ пн. ш. 19°55′ зх. д. / 30.500° пн. ш. 19.917° зх. д. |
| Athelprincess    | танкер             | Велика Британія | 23 лютого 1943    | 8 882        | Баласт                                                    | потоплено  | 32°01′ пн. ш. 24°38′ зх. д. / 32.017° пн. ш. 24.633° зх. д. |